# Tahir (safárida)
Abul-Hasan Ibn Tahir Muhammad Ibn Amr (883-después de 909) fue amir del emirato safárida desde 901 hasta 909. Era hijo de Muhammad Ibn Amr.

## Biografía
Durante los primeros años de su carrera, se desempeñó como gobernador de Merv durante el reinado de su abuelo Amr bin Laith.
En 900, Amr bin Laith, fue capturado por los Samánidas mientras hacía campaña contra ellos en Jorasán. El ejército saffarí juró lealtad a Tahir, quien poco después convirtió a su hermano Abu Yusuf Ya'qub en su cogobernante, aunque el khutba continuó en nombre de 'Amr hasta finales de 901. Tahir y Ya'qub regresaron a Sistan, llegando a Zarang en mayo de ese año. Desde el inicio de su reinado, Tahir y su hermano estuvieron bajo el mando del comandante de esclavos turco Sebük-eri, quien logró destruir al visir de Tahir y reemplazarlo con uno más a su gusto.

Tahir pasó gran parte de su tiempo al principio de su reinado en la parte occidental de sus territorios, teniendo que lidiar con la ocupación de Fars por el califa abasí al-Mu'tadid después de la caída de 'Amr. Una campaña durante 900-901, en la que participaron tanto Tahir como Sebük-eri, recuperó temporalmente a Fars, pero los safáridas se retiraron poco después. Una segunda campaña resultó en una concesión califal de la provincia a Tahir, aunque tanto Fars como Kerman cayeron efectivamente en manos de Sebük-eri.

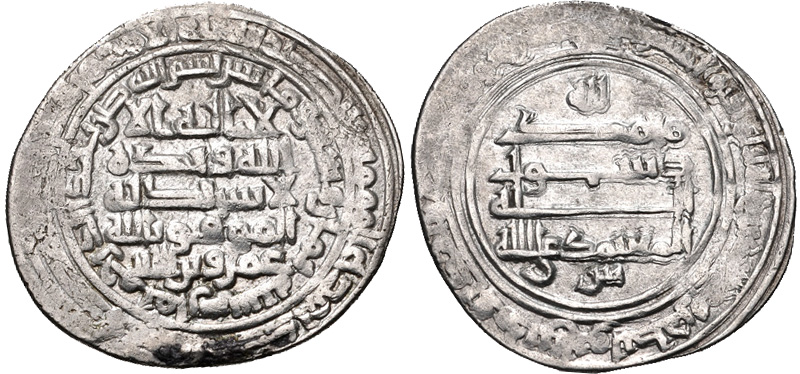
Moneda del gobernante safarí Amr ibn al-Layth.

Después de la segunda campaña de Fars, Tahir regresó a Zarang (mediados de 904). En este punto, tanto él como Ya'qub se entregaron a vidas de placer y excesos. En los próximos años, los dos hermanos empezaron a perder la confianza del pueblo y, aunque la burocracia del gobierno continuó funcionando, la estabilidad de las provincias disminuyó cuando facciones rivales se opusieron. En 905, Sebük-eri dejó de enviar los impuestos recaudados en Fars y Kerman a Zarang. Tahir respondió liderando un ejército contra Fars, pero pronto fue persuadido de abortar la expedición y regresar a Sistan, sin haber logrado nada.
A finales de 908 otro safárida, al-Laith bin 'Ali, llegó a Zarang con un pequeño ejército y ocupó parte de la ciudad. Tahir, que había estado en Bust, se unió a Ya'qub y asedió la posición de al-Laith. Sin embargo, a pesar de los refuerzos de Sebük-eri, no pudo desalojar a Al-Laith y comenzó a sufrir por tener muy poco dinero para mantener el apoyo de quienes lo rodeaban, gracias a la disminución de los ingresos del gobierno. Tahir y Ya'qub decidieron huir a las posesiones de Sebük-eri. En el camino, sin embargo, se volvieron desconfiados del comandante turco y decidieron luchar contra él. Las dos partes se reunieron en junio de 909; Sebük-eri, que había logrado ganarse a los comandantes de Tahir, obtuvo una victoria fácil y capturó a los hermanos. Fueron enviados al califa y encarcelados en Bagdad, aunque fueron tratados bien por el resto de sus vidas.
| Predecesor: Amr bin Laith | Emir 901-908 | Sucesor: Laith |